# Damian Zieliński
Damian Zieliński (nascido em 2 de dezembro de 1981) é um ciclista de pista polonês que competiu nos Jogos Olímpicos de Verão de 2004 e 2012.